# Castiarina rufipennis
Castiarina rufipennis es una especie de escarabajo del género Castiarina, familia Buprestidae. Fue descrita científicamente por Kirby en 1818.